# Oh My God (Kaiser Chiefs)
Oh My God è il singolo di debutto della band inglese Kaiser Chiefs pubblicato il 17 maggio 2004. Venne ripubblicato il 21 febbraio 2005, due settimane dopo aver pubblicato il loro primo album Employment.
Una cover del brano è stata eseguita da Mark Ronson insieme a Lily Allen nel 2007.

## Tracce

### Initial release
1. Oh My God
2. Born to Be a Dancer
3. Caroline, Yes

All these tracks are different, earlier versions to the ones on their debut album.

### Re-issue
- 7" (Limited edition white vinyl):

1. Oh My God
2. The Brightest Star

- CD:

1. Oh My God
2. Think About You (And I Like It)

- Maxi CD:

1. Oh My God
2. Hard Times Send Me
3. Sketch Demonstration of: Born to Be a Dancer (Demo)
4. Oh My God (Enhanced Video)

## Cover di Mark Ronson
Nel 2006, una cover del brano è stata eseguita da Lily Allen nel suo secondo mixtape, che ne ha poi eseguita una nuova versione insieme a Mark Ronson nel 2007 per l'album Version, da cui è stata estratta come secondo singolo il 16 luglio 2007.

### Video
Il video si apre con il giovane Mark Ronson seduto in penombra in una stanza buia mentre con le cuffie alle orecchie tamburella un marchingegno con le tastiere, quando all'improvviso si sente una leggera sinfonia funky; il giovane disattiva la tastiera con cui stava giocherellando, rimuove le cuffie e lancia uno sguardo sulla sua scrivania, dove giace abbandonata una tessera con una sagoma femminile viola ritagliata. La scena si sposta quindi in un vicolo buio fiocamente illuminato dalle luci attraverso cui si aggira con aria vaga l'artista prima di imboccare una breve scalinata che conduce a una porta a cui bussa, mentre nell'aria riecheggia il ritmo jazz che si va facendo sempre più forte: il giovane viene fatto entrare e attraversa uno stretto corridoio pervaso da una luce blu, aggirando un buffo omino con un cappello a cilindro e scosta infine una tenda rossa oltre la quale si apre un enorme salone con piccole luci che pendono dal soffitto e un grande palcoscenico, e numerose persone animate in discussioni intorno ai tavoli o mentre chiacchierano, ridono o sorseggiano una bibita. Il ragazzo si guarda furtivamente attorno con le labbra socchiuse e un'espressione compiaciuta presagendo cosa stia per avere luogo sul palco; in quello stesso istante le luci si spengono e un grande fanale di luce rotonda illumina l'apertura delle tende, dalla quale sbuca il cartone animato della cantante Lily Allen vestita con un elegante abito verde e un paio di tacchi.